# Blue River (Kolorado)
Blue River – miasto w Stanach Zjednoczonych, w stanie Kolorado, w hrabstwie Summit.